# Х'юетит
Г'юети́т (рос. хьюэттит; англ. hewettite, нім. Hewettit m) — мінерал, водний кислий ванадат кальцію острівної будови. Синонім — вохра ванадієва червона.
Названий на честь американського геолога Доннела Г'юетта (D. F. Hewett).

## Опис
Хімічна формула: Ca[V6O16]·9H2O.
Хімічна формула: CaO — 7,34; V2O5 — 7,43; H2O — 21,23.
Сингонія ромбічна (за інш. даними моноклінна). Ромбо-дипірамідальний вид. Форми виділення: мікроскопічні голочки, плівки, порошкуваті і волокнисті утворення. Колір червоний, коричневий. Риса червона. Блиск шовковистий, матовий. Спайність відсутня. Густина 2,55. Твердість. 2,5. Розчиняється у воді.

## Різновиди
Розрізняють:
- метаг'юетит.

## Поширення
Знайдений у зоні окиснення ванадієвих родовищ Мінасрагра (Перу), Гаммер Майн, Парадокс-Веллі (штат Колорадо, США). Рідкісний.